# Amélie-les-Bains-Palalda
Amélie-les-Bains-Palalda (kat. els Banys d'Arles) – miejscowość i gmina we Francji, w regionie Oksytania, w departamencie Pireneje Wschodnie, położone nad rzeką Tech. Swoją nazwę zawdzięcza Marii Amelii Burbon-Sycylijskiej – ostatniej królowej Francuzów.
Według danych na rok 1990 gminę zamieszkiwało 3239 osób, a gęstość zaludnienia wynosiła 110 osób/km² (wśród 1545 gmin Langwedocji-Roussillon Amélie-les-Bains-Palalda plasuje się na 117. miejscu pod względem liczby ludności, natomiast pod względem powierzchni na miejscu 200.).
W tej miejscowości w 1867 zmarł polski malarz Artur Grottger. Z tą miejscowością związany jest także Wacław Jan Godlewski – zasłużony profesor, poeta.

## Zabytki
Zabytki w Amélie-les-Bains-Palalda posiadające status Monument historique:
- Fort-les-Bains
- hôpital thermal des armées
- thermes romains

## Galeria

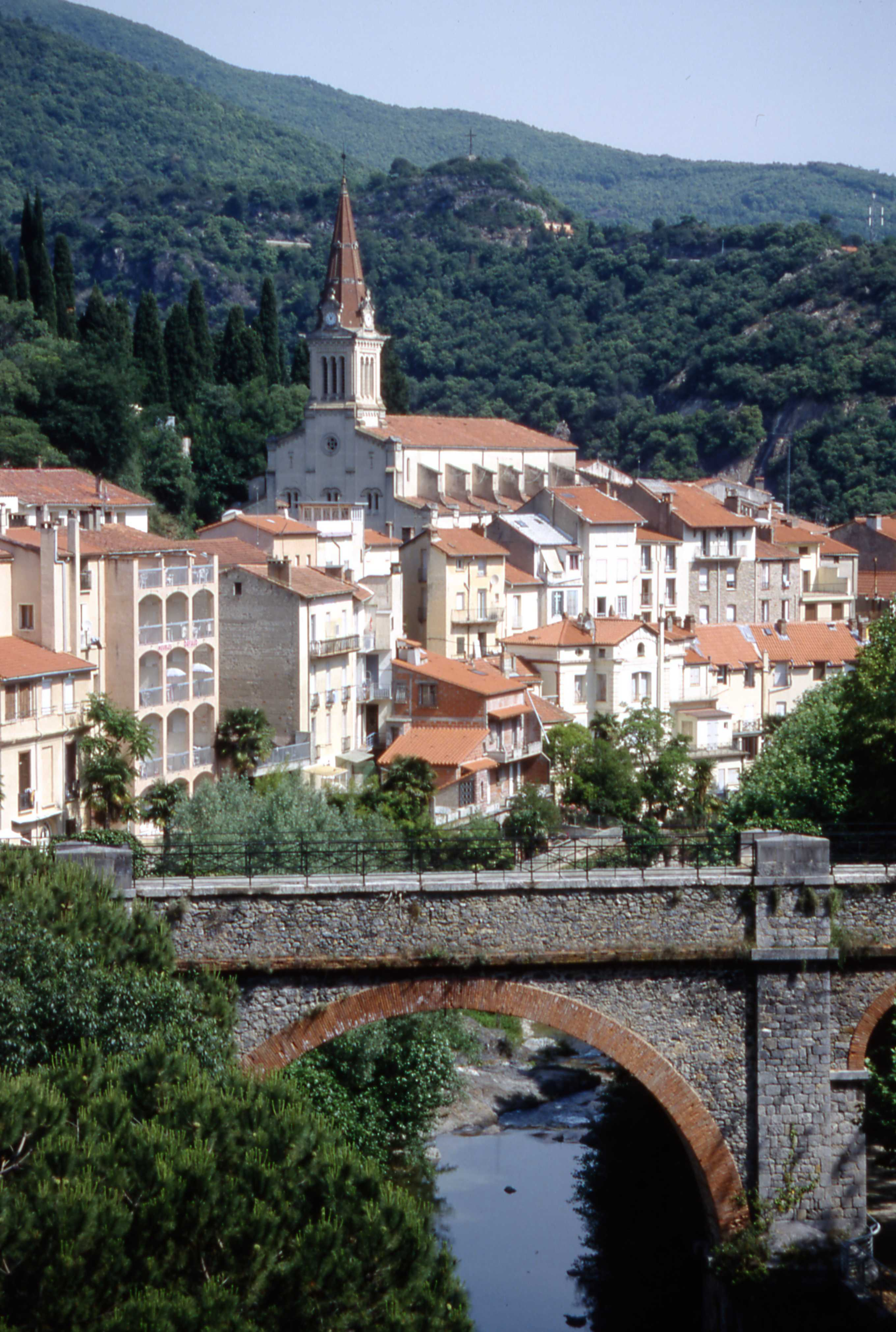
Amélie-les-Bains-Palalda, 2004
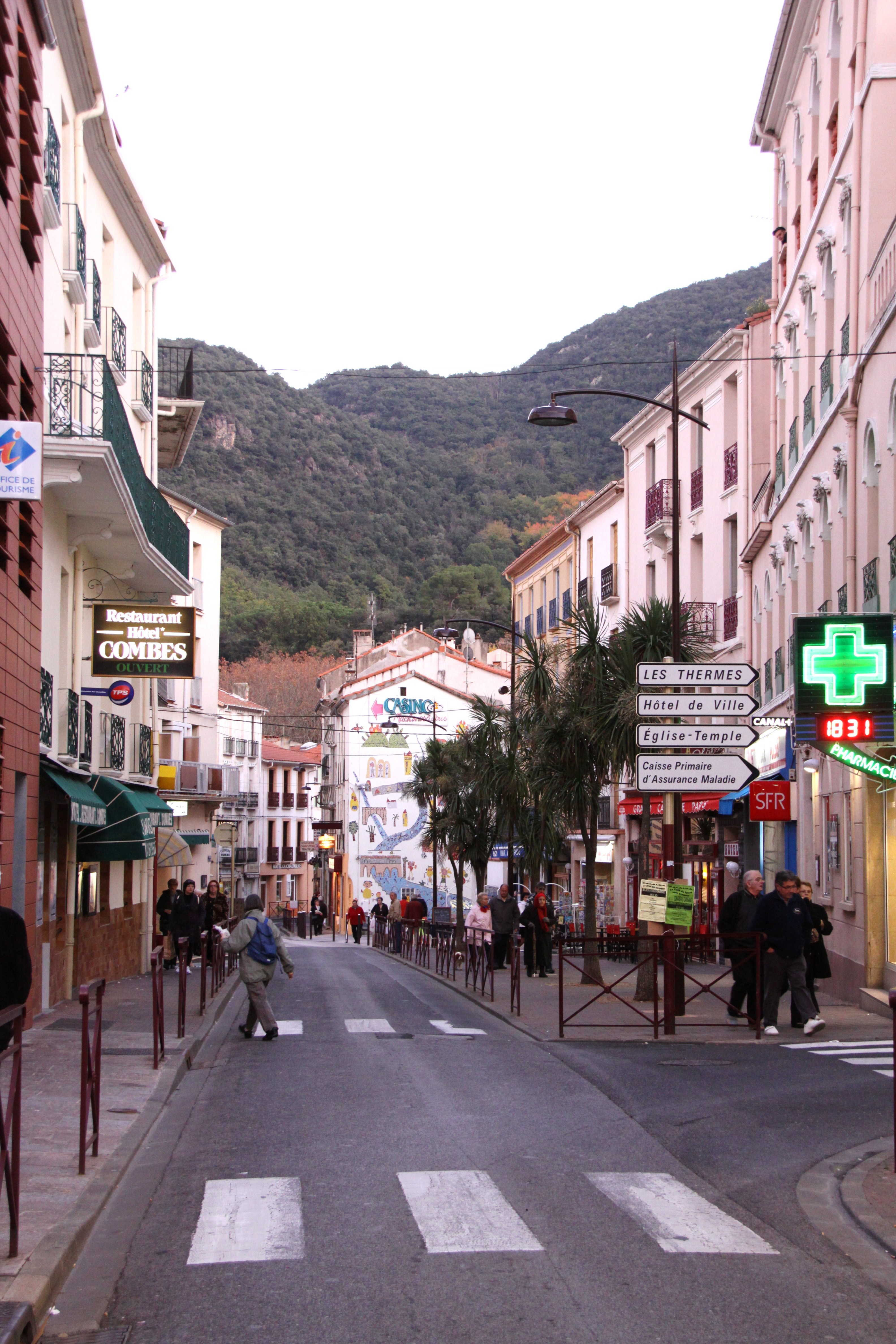
Amélie-les-Bains-Palalda, 2010
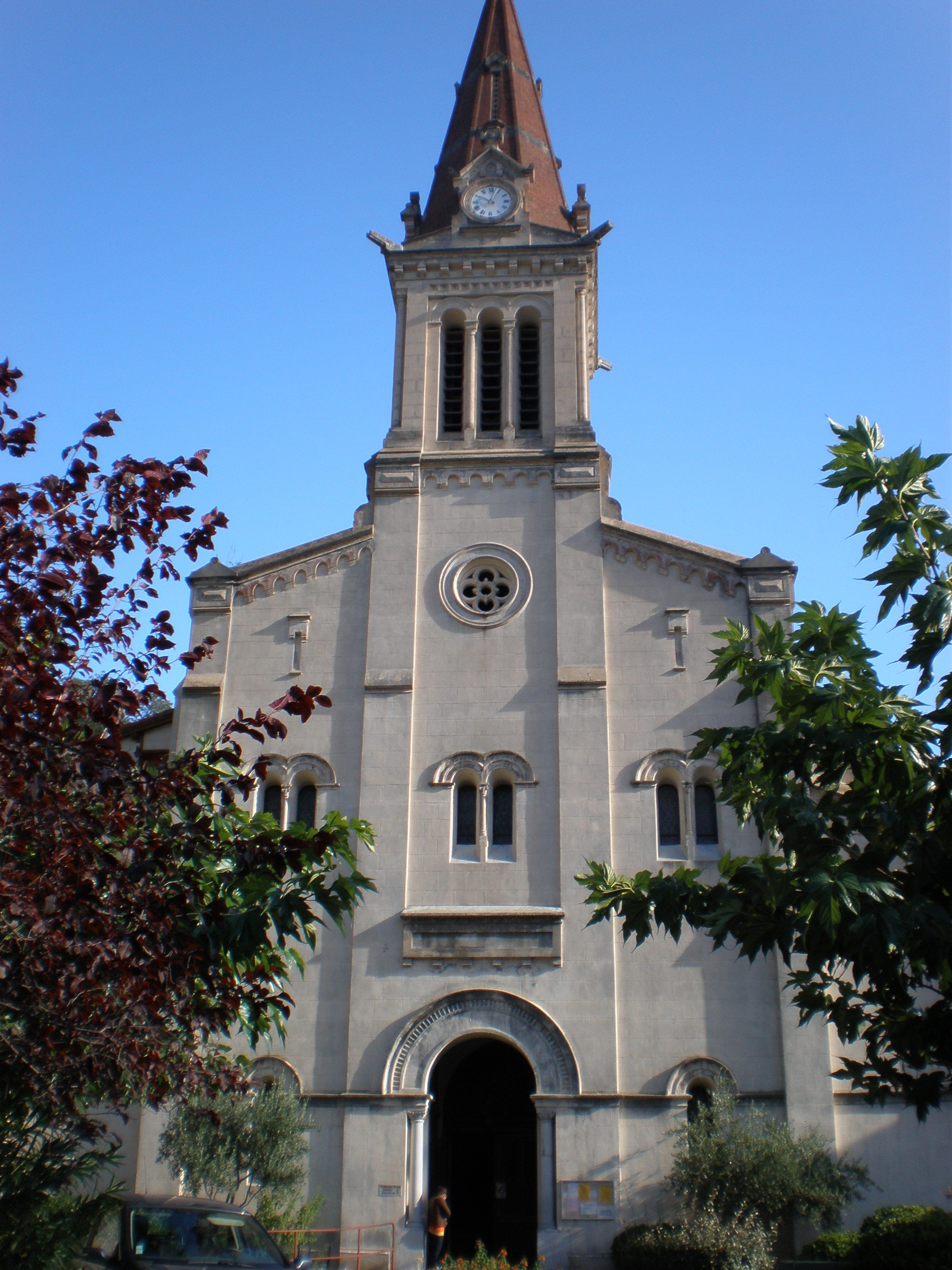
Kościół św. Kwintyna w Amélie-les-Bains-Palalda, 2010
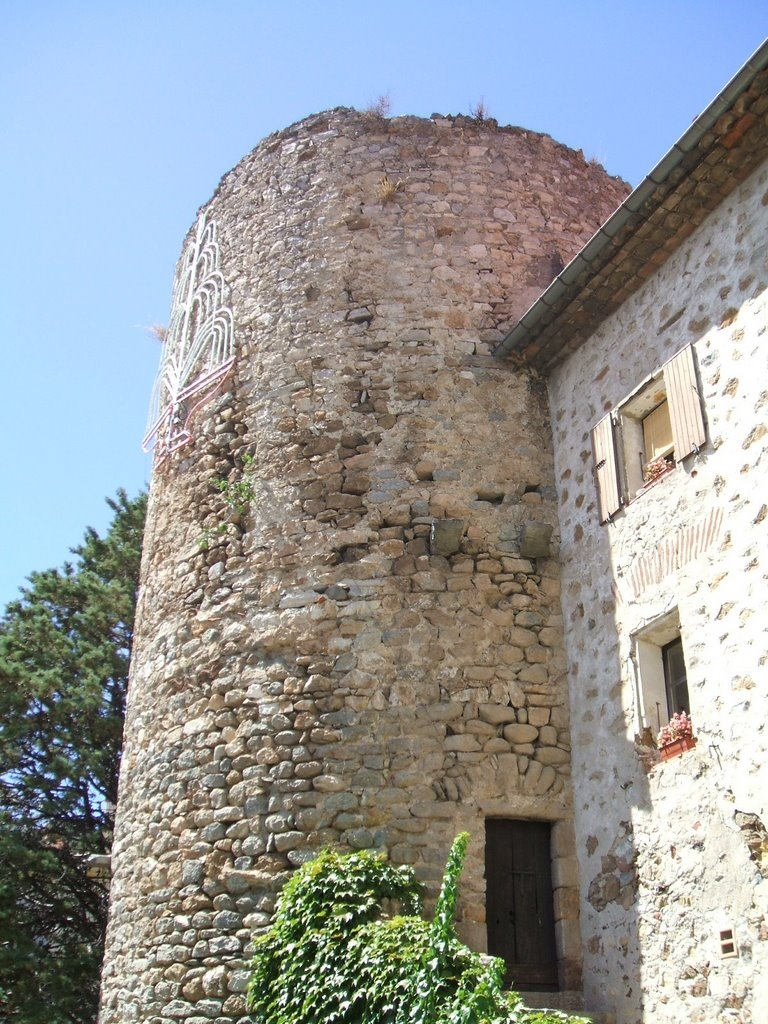
Fortyfikacja z XIII wieku w Amélie-les-Bains-Palalda, 2006

## Populacja

Populacja Amélie-les-Bains-Palalda w latach 1962–2008